# Cophogryllus boromensis
Cophogryllus boromensis är en insektsart som beskrevs av Brancsik 1897. Cophogryllus boromensis ingår i släktet Cophogryllus och familjen syrsor. Inga underarter finns listade i Catalogue of Life.